# Бушма Іван Іванович
Іван Іванович Бушма (26 квітня 1933, село Корогод Чорнобильського району Київської області — 7 квітня 2021) — новатор у житловому будівництві, заслужений будівельник України, Герой Соціалістичної Праці (1974), почесний громадянин міста Києва.
Народився у 1933 р. ЧУ 1955 р. вступив на роботу в будівельне управління № 5 тресту «Хрещатикбуд» Головкиївбуду. З березня 1960 року по серпень цього ж року працював у будівельно-монтажному управлінні № 3 «Хрещатикбуду». У серпні 1960 року був переведений до Домобудівного комбінату № 1 Головкиївбуду монтажником. З 1965 — бригадир монтажників будівельного управління № З домобудівного комбінату № 1 Головкиївміськбуду (на теперішній час АТХК «Київміськбуд»). Застосовуючи передові методи праці (бригадний підряд та ін.), бригада Бушми забезпечує дострокове спорудження об'єктів при високій якості робіт. Наставник молоді. Працював бригадиром комплексної будівельно-монтажної бригади до виходу на пенсію в 1990 році. Загальний стаж роботи — 55 років.
З 1974 по 1988 рр.. — голова Київського міського комітету захисту миру, заступник голови Українського республіканського комітету захисту миру, голова наставників м. Києва.
Співавтор патенту «Опалубні пристрої для замонолічування стиків», кілька разів обирався депутатом міської та районних рад.
Член КПРС з 1969. Член ЦК КП України. Делегат XXV з'їзду КПРС.
Нагороджений Почесною Грамотою Президії Верховної Ради України, двома орденами Леніна.